# Lúcia Petterle
Lúcia Tavares Petterle (ur. 31 października 1949 w Rio de Janeiro) – brazylijska modelka, Miss World 1971. Tytuł zdobyła w wieku 22 lat, będąc studentką medycyny. Posługuje się językami: portugalskim, francuskim i angielskim.